# Świątynia Chonsu w Karnaku

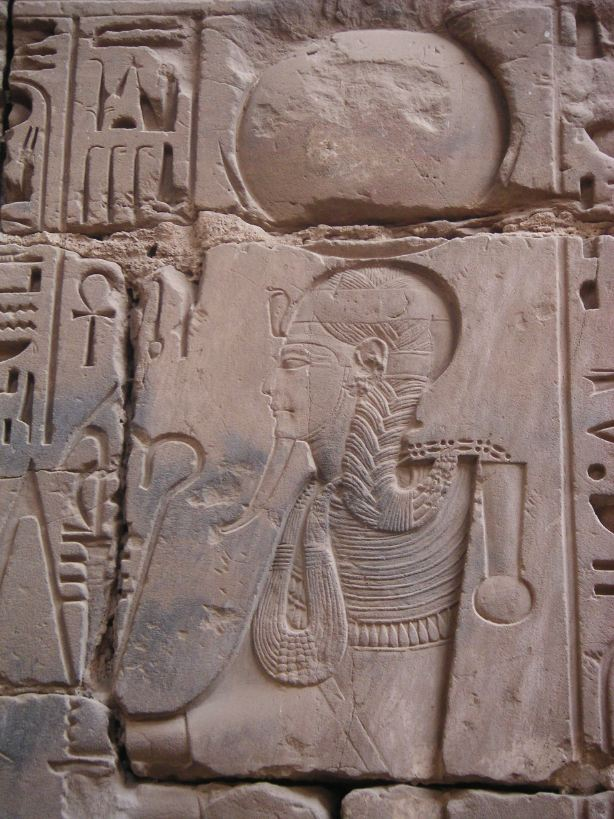
Chonsu

Świątynia Chonsu – świątynia w Karnaku (dawne Teby) znajdująca się w południowo-zachodnim narożniku świątyni Amona. Została zbudowana przez Ramzesa III, lecz w świątyni znaleziono też imiona Ramzesa IV i Ramzesa XI. Świątynia była poświęcona bogu księżyca – Chonsu.
Przed pylonem znajdowało się dwadzieścia kolumn w czterech rzędach (w każdym po pięć kolumn). Po obu stronach "kolumnady" stały cztery sfinksy (w sumie osiem). Pylon ma 34,5 metra długości, 7 metrów szerokości i 18 metrów wysokości.
Za pylonem w perystylowym dziedzińcu znajdowało się 28 monostylowych kolumn w czterech grupach. Dwie pierwsze grupy przy wejściu do dziedzińca (po obu stronach) składały się z szesnastu kolumn (w każdej grupie po osiem). Dwie następne grupy przy wejściu do sali hypostylowej składały się z dwunastu kolumn (po sześć kolumn każda) i stały na podwyższeniu.
W sali hyposlylowej znajdowało się osiem kolumn po cztery w jednym rzędzie. Środkowe kolumny miały głowice kielichowe, kolumny zewnętrzne głowice pączkowe. Za salą hypostylową było sanktuarium na barkę, w którym znajdowały się kapliczki, a po prawej stronie schody na dach.
Sanktuarium na barkę prowadzi do pronaosu i dalej do siedmiu kapliczek (trzy na północy i po dwie po bokach).

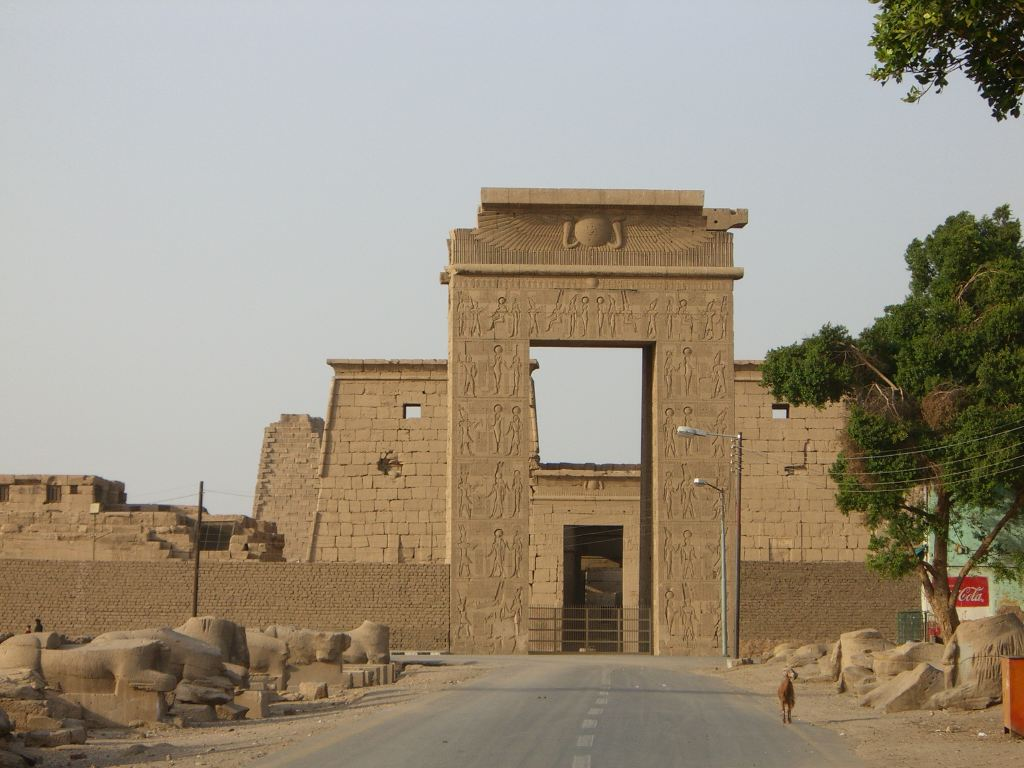
brama
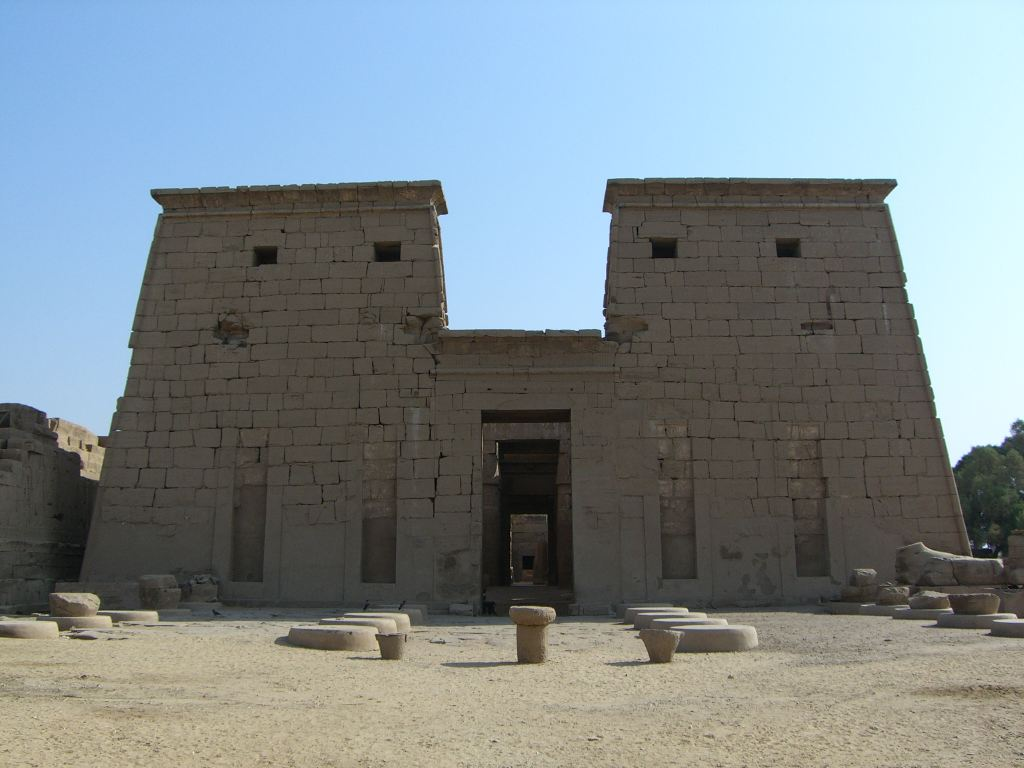
pylon
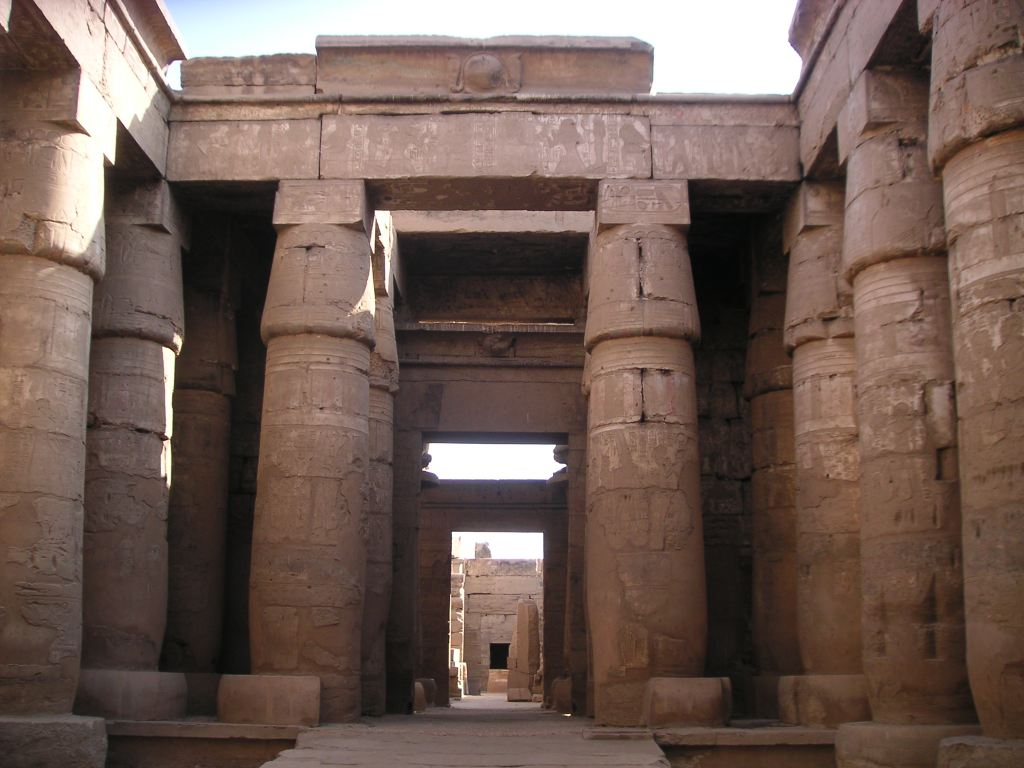
dziedziniec ze strony sali hypostylowej
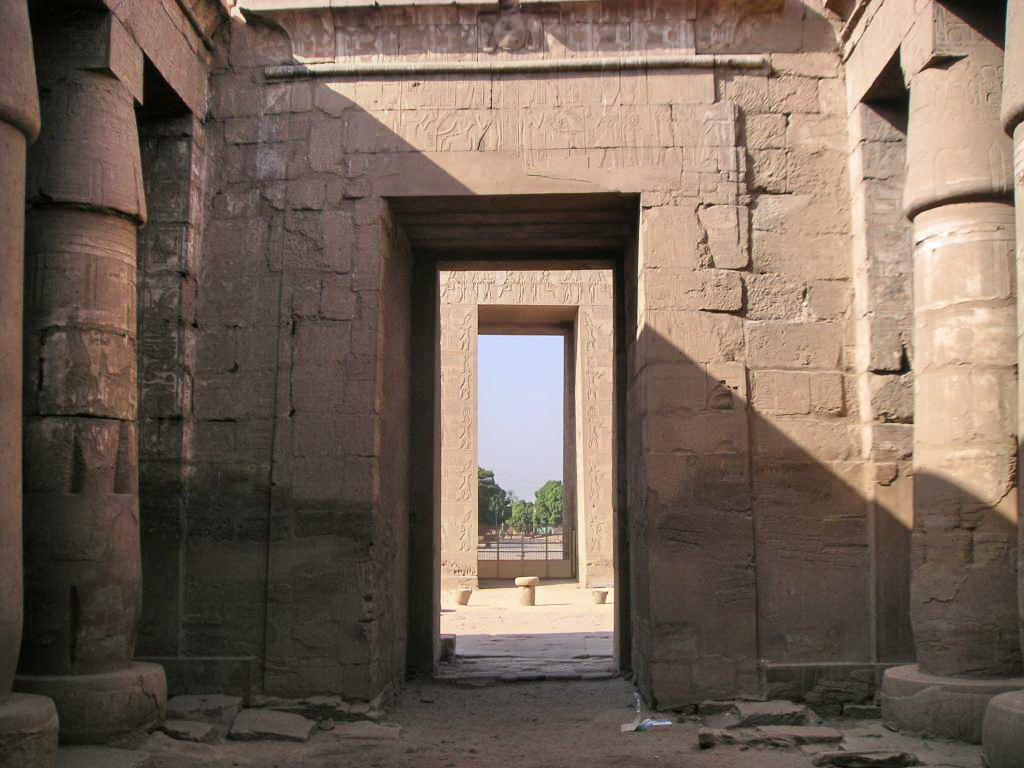
dziedziniec ze strony pylonu
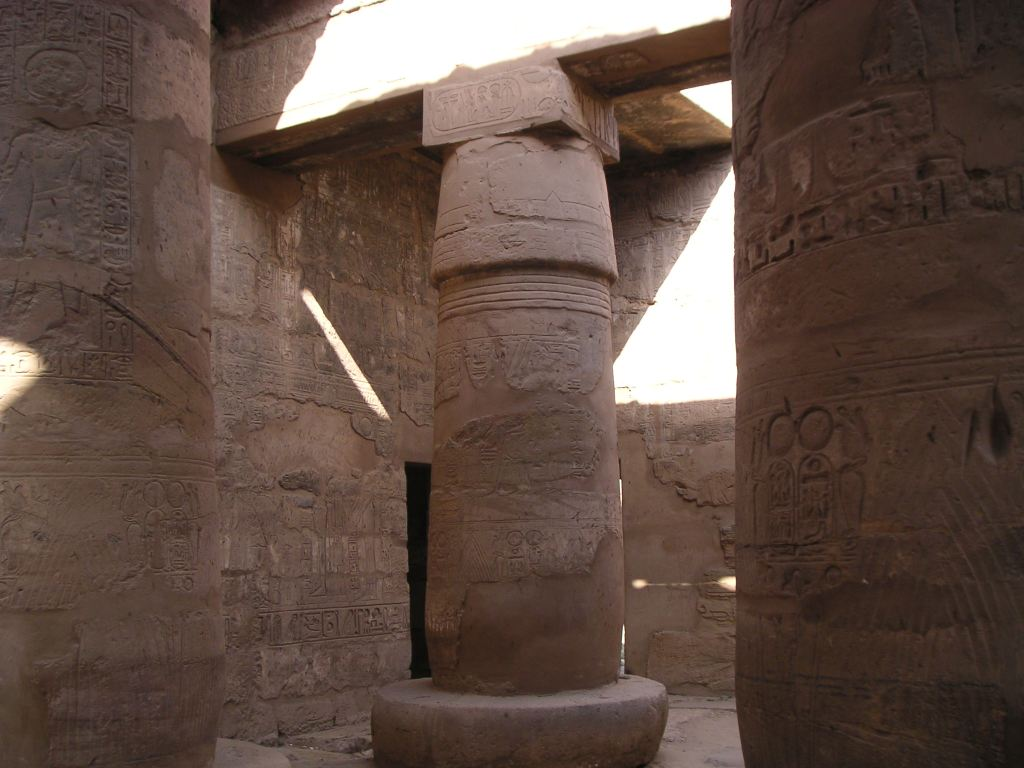
sala hypostylowa
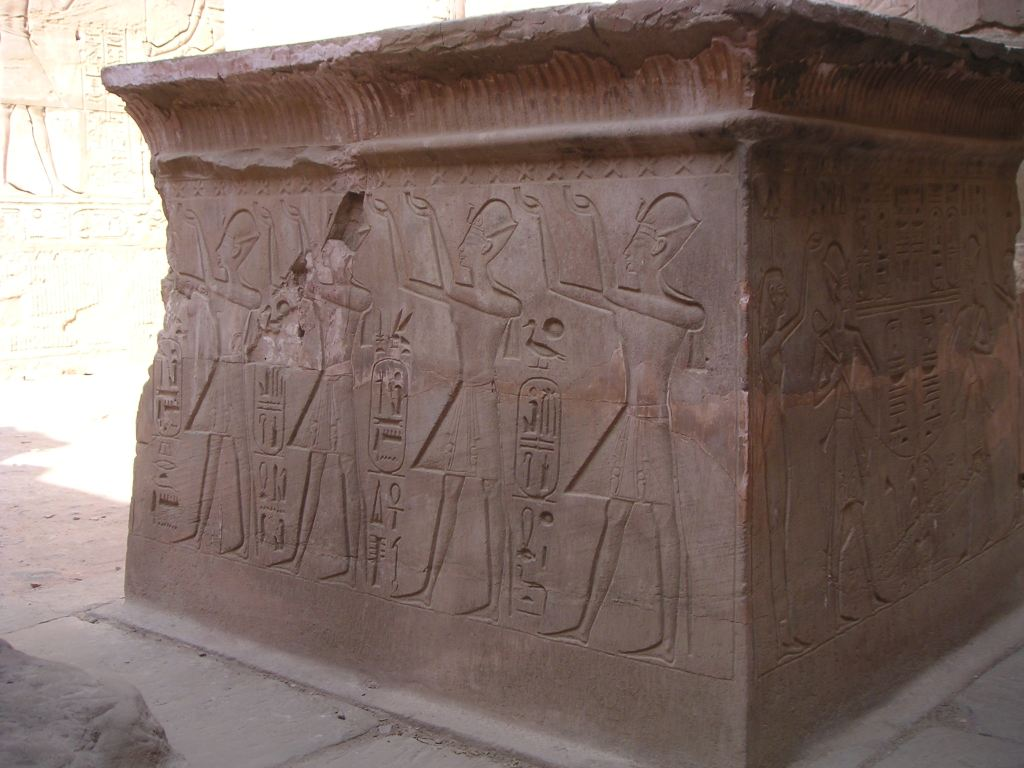
sanktuarium na barkę